# A-6入侵者式攻擊機
A-6入侵者式攻擊機（英語：A-6 Intruder）是一架由格魯曼公司生產的雙引擎、亚音速攻擊機，是美國海軍、陸戰隊在1963年至1997年使用的全天候中型艦載攻擊機，用以取代活塞引擎的A-1天襲者攻擊機。在A-6E退出作戰序列後，其精確攻擊任務由攜帶LANTIRN筴艙的F-14所暫代；爾後，艦載對地攻擊任務正式交給F-18E/F戰鬥攻擊機。A-6攻擊機能夠在任何惡劣的天氣以及黑暗中，超低空飛行並穿過敵軍的搜索雷達網，精準地摧毀敵軍陣地、目標。其在越南戰爭、波斯灣戰爭中都能夠見到它的蹤影。雖然A-6已退出美軍現役的作戰序列，但由A-6所改裝的電子作戰機——EA-6B一直於美軍航艦服役至2015年才由EA-18G咆哮者取代而退役。而海軍陸戰隊版EA-6則繼續服役至2019年。

## 發展

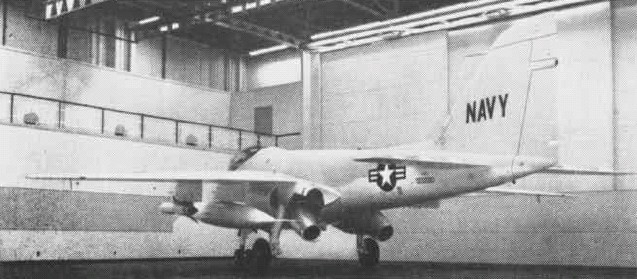
圖示最初的YA2F-1原型機，圖中可見最初設計可向下傾斜的引擎噴嘴

有鑒於A-1攻擊機於韓戰中的出色表現，美國海軍於1955年提出一款艦載全天候對地攻擊機的初步需求案，並於1956年10月正式對外公開性能要求。該案需求書發給貝爾，波音，Douglas, 格魯曼，洛克希德，馬丁，北美航空和沃特飛機公司。在經過海軍評估之後，格魯曼公司雀屏中選，並於1958年2月贏得開發A2F-1的合約。
YA2F-1的原型機於1960年4月19日首航，引擎噴嘴原先設計為可以向下旋轉以縮短起降距離，但在原型機和實際量產機型中都沒有實作此功能。座艙採用不常見的兩片擋風玻璃以及並肩式的座位安排，駕駛員坐在左側，投彈/導航員坐在右側稍低的位置。多的這位乘員有其責任，用特有的CRT螢幕提供合成顯示前方地形的功能，使它能在各種天氣條件下，進行低空攻擊。

## 設計
與當時的超音速戰機相較，A-6的機翼設計在次音速非常有效率，該設計也限制在A-6在酬載時僅能飛行於次音速領域。A-6的機翼設計也使該攻擊機能攜帶各種大小的彈藥。極為類似的機翼和起落架設計後來也被用在格魯曼可變幾何後掠翼的超音速戰鬥機F-14雄貓式戰鬥機上。此機同時也裝有減速板，是種空氣煞車，位於機翼末端後方。兩片減速板以相反方向朝上方和下方張開，以減低飛機速度。
以當時的標準觀之，A-6的航空電子系統整合出奇的精緻。因此，要找出設備失常的問題，需要龐大維護資源。為解決這個問題，此機配備有自動檢測系統，是最早為飛機所開發用電腦分析的測試設備之一。英文稱為Basic Automated Checkout Equipment，縮寫BACE。此系統有兩階，一為Line BACE，在機棚或機場用來找出失效的系統。以及Shop BACE，供維護廠測試並分析個別失效系統。此系統由Litton Industries所製造。BACE系統大幅減少單位飛行時數所需要的維護工時。這是評估維持軍用飛機在可作業狀態所需成本與資源的重要指標。
A-6除傳統攻擊能力外，設計上也具有攜帶並發射核子炸彈的能力，但該功能從未使用過。事實上，從B-29之後就沒有飛機曾在戰事中發射過核子武器。由於此機是低飛的攻擊機，如果投射原子彈則必須採用很特殊的方法。在核彈攻擊模式下，A-6將以高速低空接近目標，並於接近攻擊標的時，駕駛員會將飛機改為大角度爬升，並爬升過程中在電腦計算的位置釋放核彈。原子彈因為慣性的關係，仍會繼續向前向上運動。此時駕駛員需要继续提升仰角，作出英麦曼机动，使得飛機翻轉朝向它先前來時的方向，然後用最大加速度原路離開此區域。此時核彈將在原行徑方向爬升至最高點，然後朝目標方向墜落，最後在預先設定的高度引爆。此時飛機離爆炸點至少數英哩之遠，並以最高速度脫離，於此A-6便能飛在核爆的震波之前離開戰場。

## 操作歷史

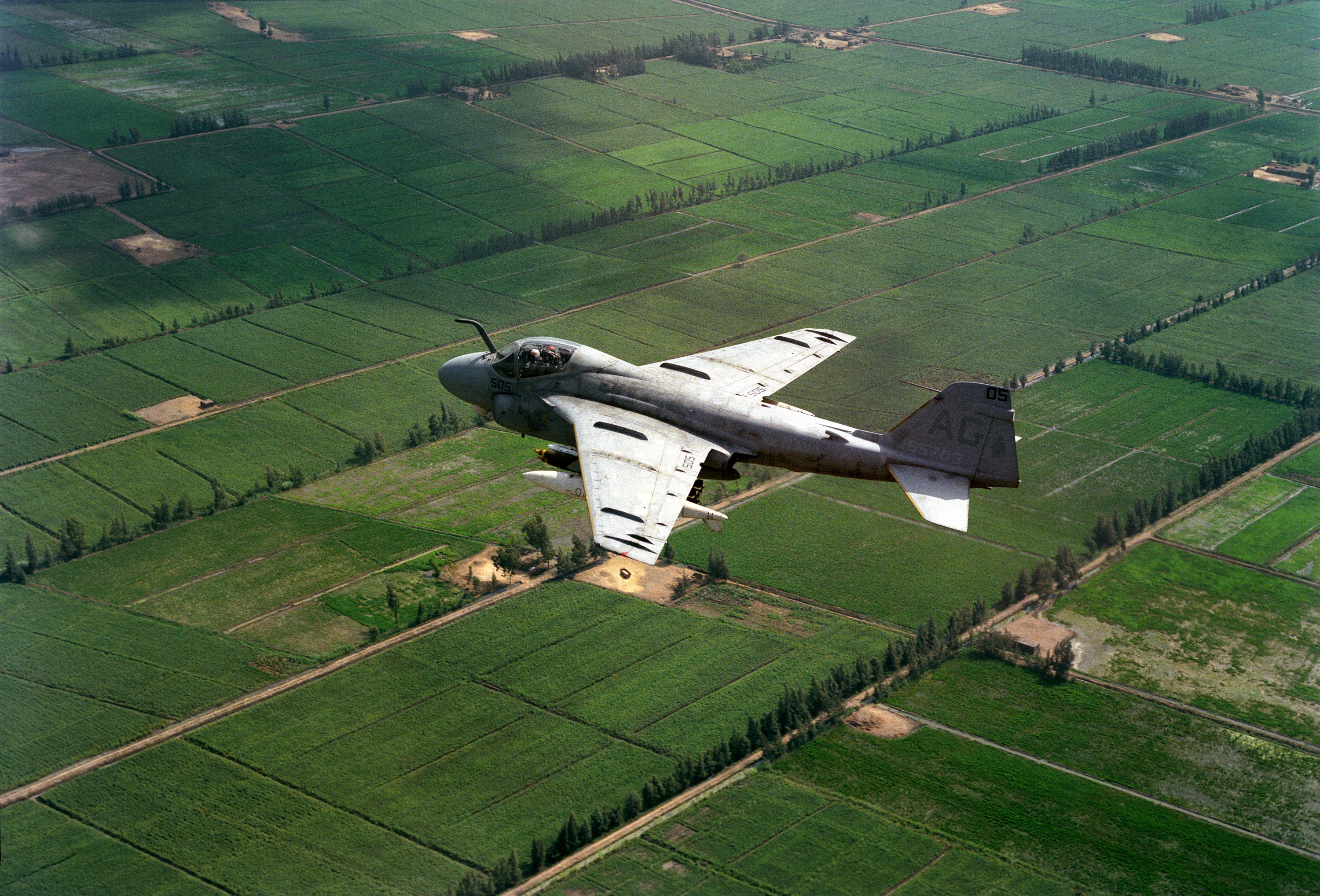
隸屬於艾森豪號的A-6E攻擊機。

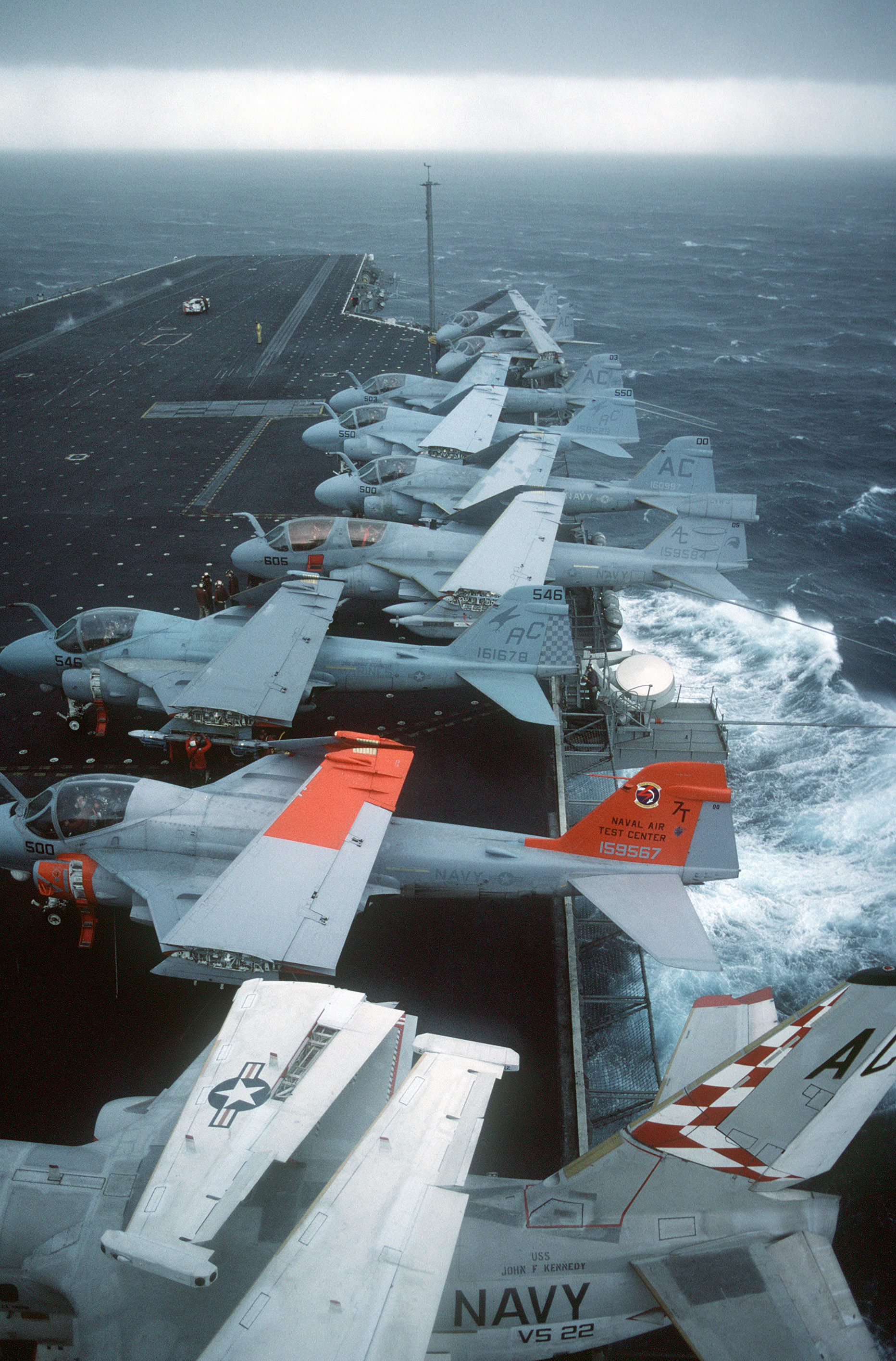
停放在甘迺迪號飛行甲板上的S-3A、A-6E及EA-6B

### 服役初期與越戰
入侵者式攻擊機在1962年秋天正式的被美國國防部定編號為A-6A攻擊機，並於1963年2月加入美國海軍。很快於1960年代中期，A-6即成為美國海軍與海軍陸戰隊的主要全天候中型攻擊機，以及空中加油機。同時間，美國空軍則採用F-105及F-111負責類似之打擊任務。後者，早期型的F-111A日後也接受類似於海軍EA-6B的改裝，成為專司電子作戰的EF-111電戰機。
A-6攻擊機第一次投入戰場即是在越戰之中，從航艦上出發頻繁的打擊越南陸上之目標。由於A-6的高航程與高酬載（18,000磅）特性，以及它的全天候能力，使這架攻擊機成為越南上空不可或缺的存在。然而，由於典型的A-6任務剖面要求該機以低空通過目標上空進行攻擊，使得它很容易遭到地面防空火力的襲擊；因此在八年的越戰之中，美國海軍與海軍陸戰隊一共損失了84架各型A-6攻擊機。在這84架戰損失中，有10架A-6是直接遭地面防空飛彈擊落，2架則是被米格機擊落。絕大多數的戰損：56架A-6則是歸因於地面防空火力，另有16架的損失則與駕駛員操作有關。
除了美國海軍航空隊在航艦上操作A-6之外，美國海軍陸戰隊大多以南越的陸上機場做為基地，操作A-6對軍事目標發動攻擊。海軍陸戰隊的A-6大多駐守於茱莱（Chu Lai）與岘港（Da Nang）基地。

### 黎巴嫩衝突
除了越戰之外，A-6日後也參與其他海外衝突，包括1983年的黎巴嫩內戰國際調停任務。其間，一架A-6與一架A-7攻擊機於12月4日遭敘利亞SA-9防空飛彈擊落，A-6駕駛員陣亡，導航員則在彈射後遭敘利亞軍方俘虜。
從珊瑚海號及美利堅號航空母艦上起飛的A-6也活躍於1986年4月的利比亞轟炸作戰之中。VA-34與VA-55兩個A-6中隊共同的參與了該項行動。

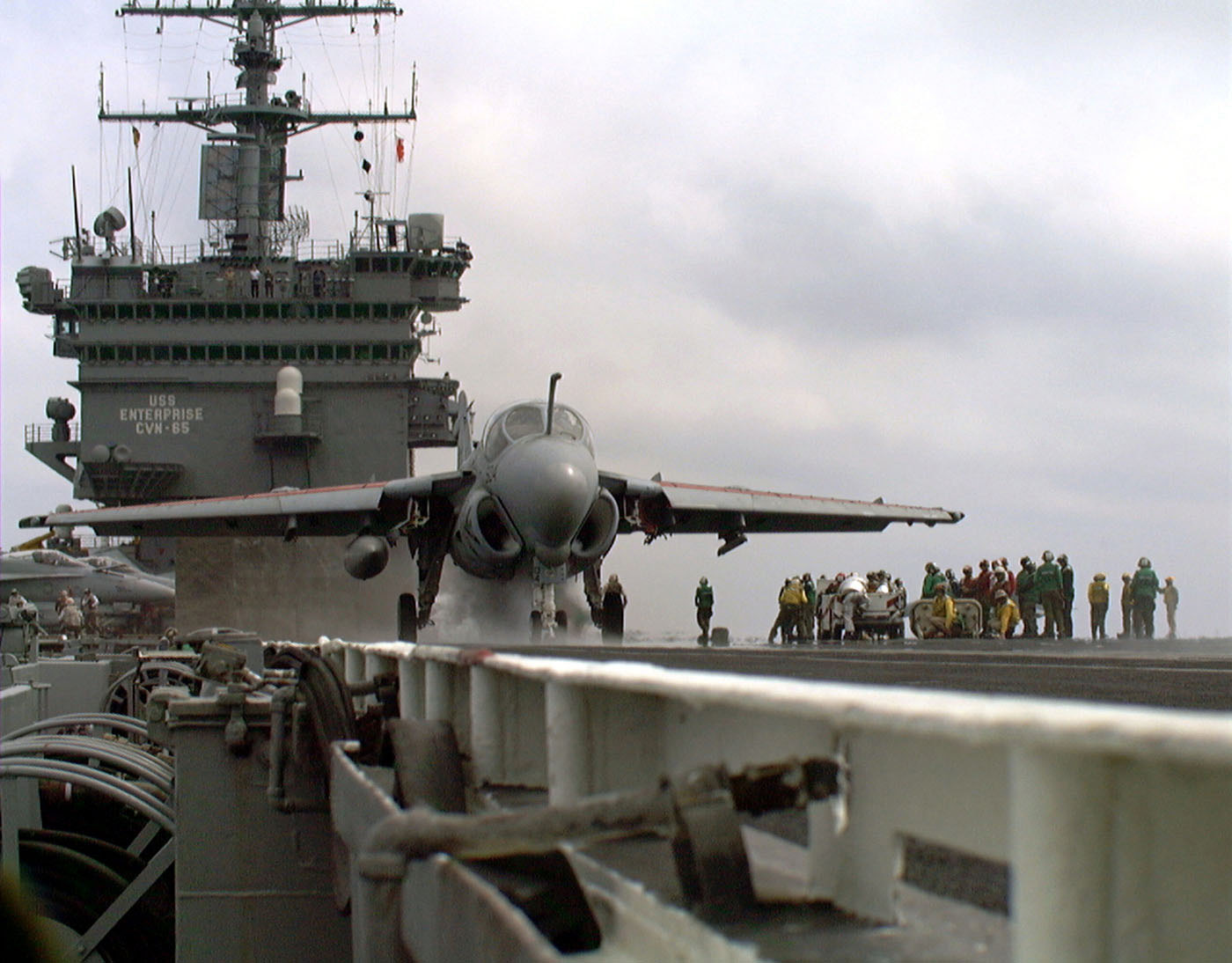
準備自企業號上起飛的A-6E。

時至1991年波灣戰爭，美國海軍與海軍陸戰隊的A-6機群再度加入戰局。在整場戰役之中，A-6出擊架次超過4,700架次，擔任地面密接支援、摧毀伊拉克防空與海軍戰力等多項任務。A-6也是美國海軍主要的精靈炸彈攻擊平台。如同越戰時期一般，海軍所屬的A-6機隊多從海上起飛，而海陸所屬的A-6機隊則部屬於陸上基地之中。在這場戰役中，共有3架A-6遭伊拉克的防空火力所擊落。
在沙漠風暴行動結束後，A-6仍持續的在伊拉克上空的禁航區飛行，並在索馬利亞為海軍陸戰隊提供空中支援。最後一架海軍陸戰隊所屬的A-6攻擊機於1993年4月28日退役自此之後，海軍陸戰隊的對地攻擊任務則交由F/A-18機隊負責。
美國海軍的A-6亦有參與1994年的波斯尼亚作戰行動。

### 退役
由於美國海軍預算刪減，以及要求海軍简化艦載機型的聲浪下，儘管在A-6於1990年初逐步的展開機體翻新與更新之工作，且在波灣戰爭前後仍有新機出廠；A-6E與KA-6D機隊仍於1990年代很快的退出現役。在匿蹤戰機的大放光彩的當下，美國海軍原本期望以A-12復仇者II式攻擊機取代A-6所負擔之打擊任務，然由於預算超支且發展屢遇困難，A-12攻擊機計畫最終遭到取消。因此，A-6機隊不得不繼續延長服役於海軍中的年限，直到海軍決定以搭載LANTIRN莢艙的F-14取代A-6為止。1997年2月28日，最後一架A-6攻擊機自美國海軍退役。隨後，美國艦基攻擊機主力則轉移至F/A-18E/F超級大黃蜂肩上。

## 衍生機型

### YA-6A與A-6A
YA-6A包括八架原型與預量產機，這些飛機被用於A-6的發展與測試工作之上。
最初期的A-6攻擊機是圍繞著當時極為先進且複雜的數位攻擊與導航系統（DIANE）而發展的，該系統包括了AN/APQ-92搜索雷達、AN/APG-46追蹤雷達、AN/APN-141雷達高度記及AN/APN-122都普勒導航雷達，以提供精確的姿態資訊給AN/ASN-31慣性導航系統。右座的導航/轟炸員則操作整合了雷達資訊的空中與彈道電腦系統。A-6同時也搭載了戰術空中導航系統（太康）與自動測向系統作為導航之用。因此，DIANE可說是當時最為先進的導引/攻擊系統，使A-6得以在極為惡劣的氣候中進行作戰。然而，DIANE在發展初期並不穩定，一直到服役數年之後方才建立其系統可靠度。
A-6A一共生產了480架，包括原型機與預量產機。其中47架日後升級為其他型的A-6攻擊機。

### A-6B

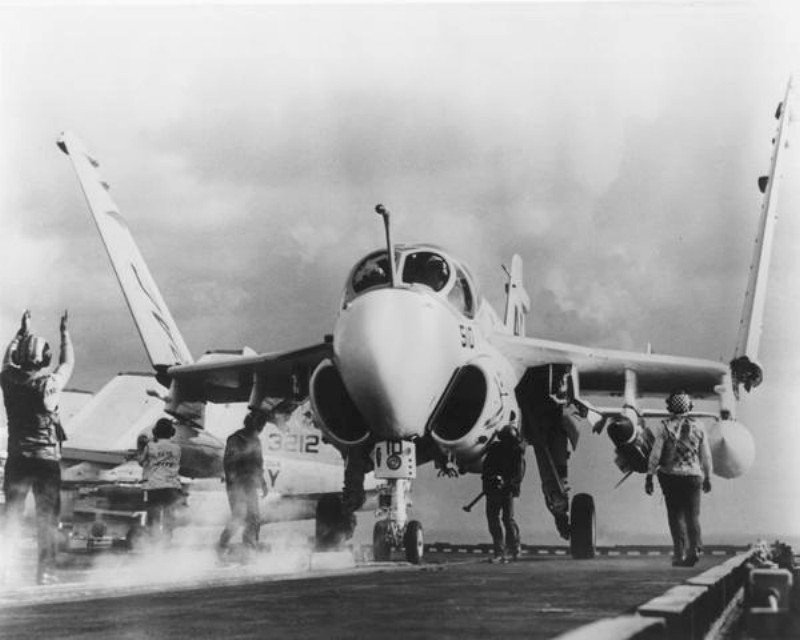
1971年夏季，美國海軍薩拉托加號上的A-6B，在其左翼下方內側掛載著AGM-78「標準」反輻射飛彈。

為了提供打擊敵方防空武器及地對空飛彈系統的能力，有19架A-6A在1967到1970年間改裝成A-6B，綽號Iron Hand。A-6B拆除很多原本A-6A標準的攻擊系統，以加裝特殊設備以偵測、追蹤和攻擊敵方雷達基地以及引導AGM-45和AGM-78「標準」反輻射飛彈。以AN/APQ-103雷達取代A-6A的AN/APQ-92，加上AN/APN-153導航雷達取代較早的AN/APN-122。
從1968年到1977年之間，許多A-6A中隊都與A-6B共同作戰。因為各種原因，總共損失5架，剩餘的在1970年代末期都改裝為A-6E。

### A-6C

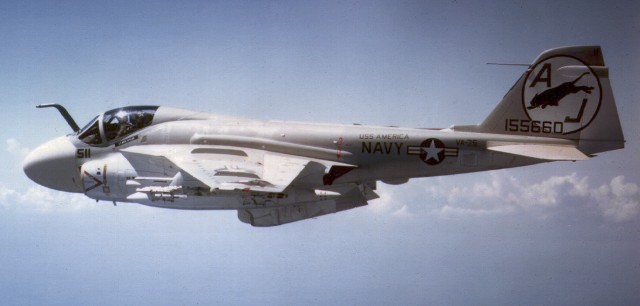
屬於VA-35的A-6C

為了在夜間對胡志明小徑展開攻擊，共有12架A-6A升級為A-6C標準以強化夜間作戰能力。該批攻擊機安裝了TRIM莢艙以強化對道路的辨識能力。除此之外，它強化對汽車引擎的排氣偵測。A-6C的雷達系統亦經過升級，以AN/APQ-112取代AN/APQ-103，及以AN/APN-186替換AN/APN-153。火控雷達則改用AN/APQ-127。其中一架A-6C在作戰中損失，其餘的陸續升級至A-6E標準。

### KA-6D

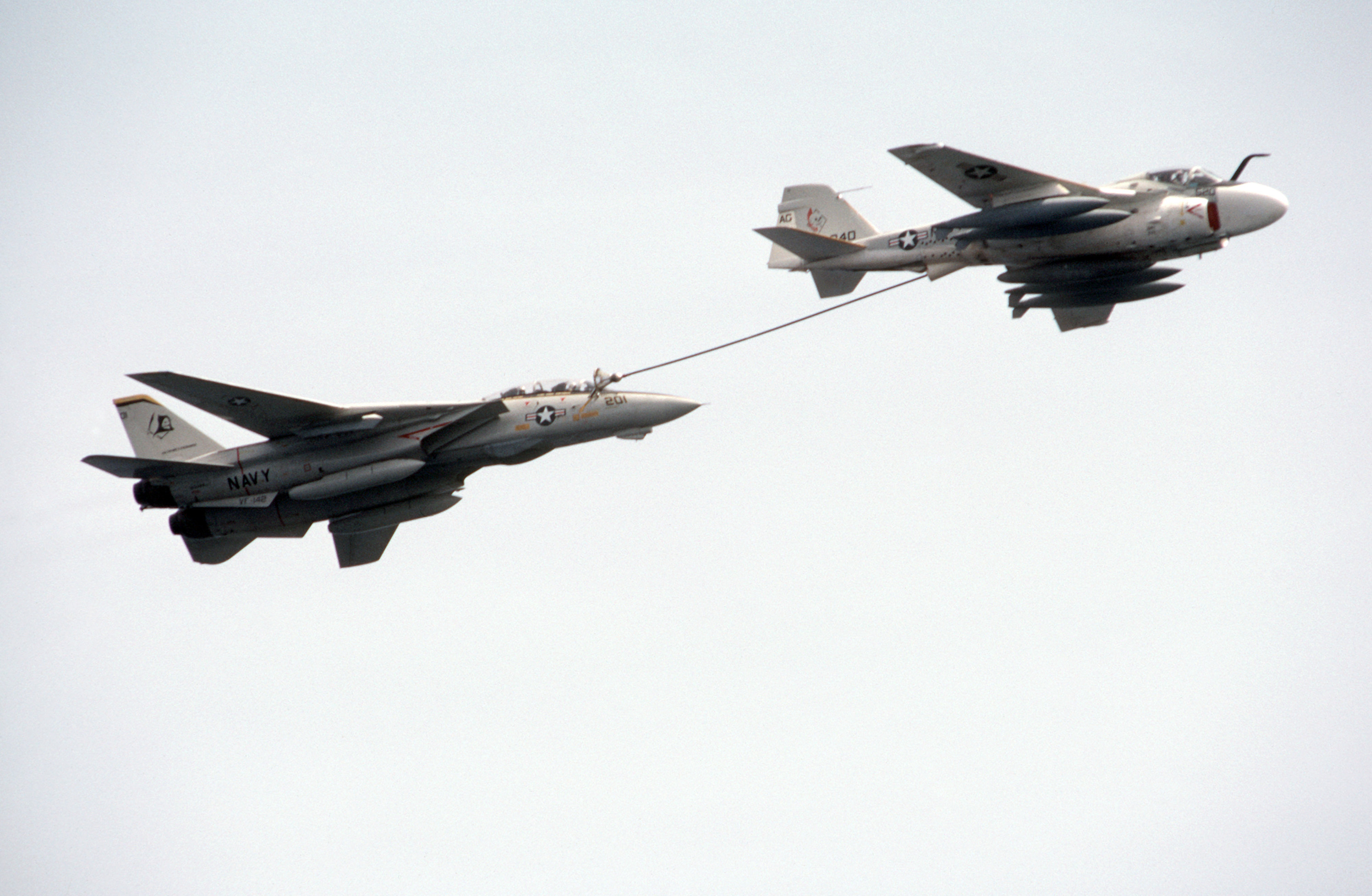
KA-6D對F-14A進行空中加油

在1970年初期，美國海軍為了取代KA-3B與EA-3B艦載加油與電戰機，對78架A-6A與12架A-6E進行改裝，作為空中加油機使用。這些飛機移除了DIANE導航系統，並加裝一套內載供油系統於機身中。有時它們也會在中線使用D-704加油莢艙。雖然KA-6D理論上也能進行日間轟炸使用，但它們從未投入轟炸作業之中，而是搭載四具大型副油箱為攻擊機提供空中補給服務。在航艦上，KA-6D的加油需求極大，因此這型飛機常進行跨航艦飛行，以提供攻擊機隊最大限度的補給。因此，許多KA-6都因持續使用而有機身老化的問題。當KA-6退役之後，美國海軍與海軍陸戰隊就此缺乏適合的空中加油機隊。雖然海軍的S-3反潛機也具有空中供油的能力，但其效率卻遠遜於KA-6，僅能擔任保障供油之任務。在F/A-18E/F投入服役後，這型飛機所提供的夥伴加油能力多少彌補了KA-6原本伴隨機隊的任務加油能力。

### A-6E

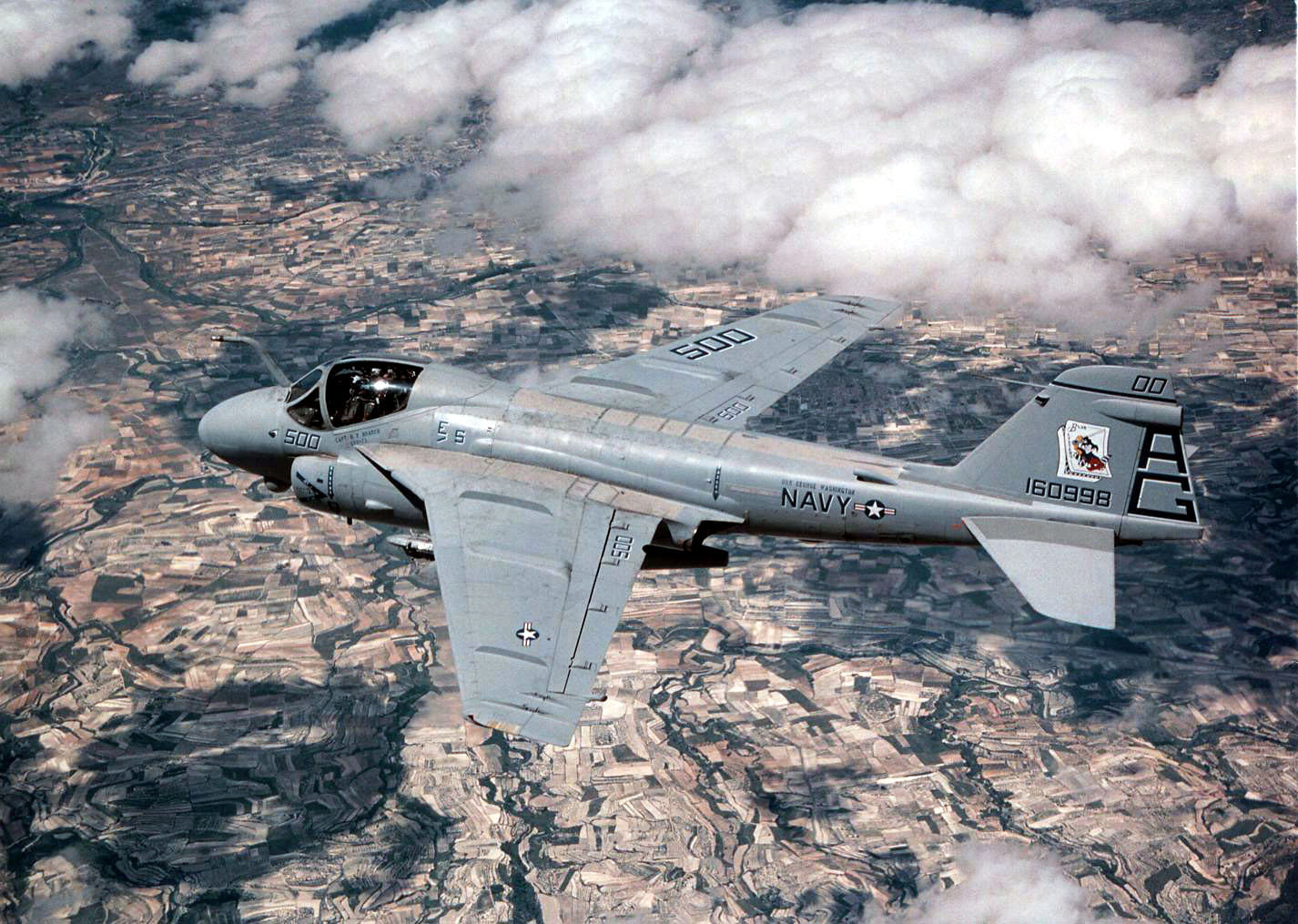
在1996年舉行的美西聯合「鬥牛士演習」（Exercise MATADOR）中，一架隸屬於第34攻擊機中隊（VA-34）的A-6E於西班牙鄉間進行低空飛行。

A-6E是A-6系列中針對對地攻擊而發展的最成熟版本。首架A-6E於1970年出廠，1971年12月9日加入部署。A-6E將早期A-6分開的搜索與追蹤雷達合一，以一具AN/APQ-148多功能雷達取代。同時也使用更成熟與穩定的積體電路電腦系統代替以電晶體作為計算硬體的DIANE系統。A-6E也使用新式的AN/ASN-92慣性導航系統，以及CAINS，以提供更佳的導航精確度。

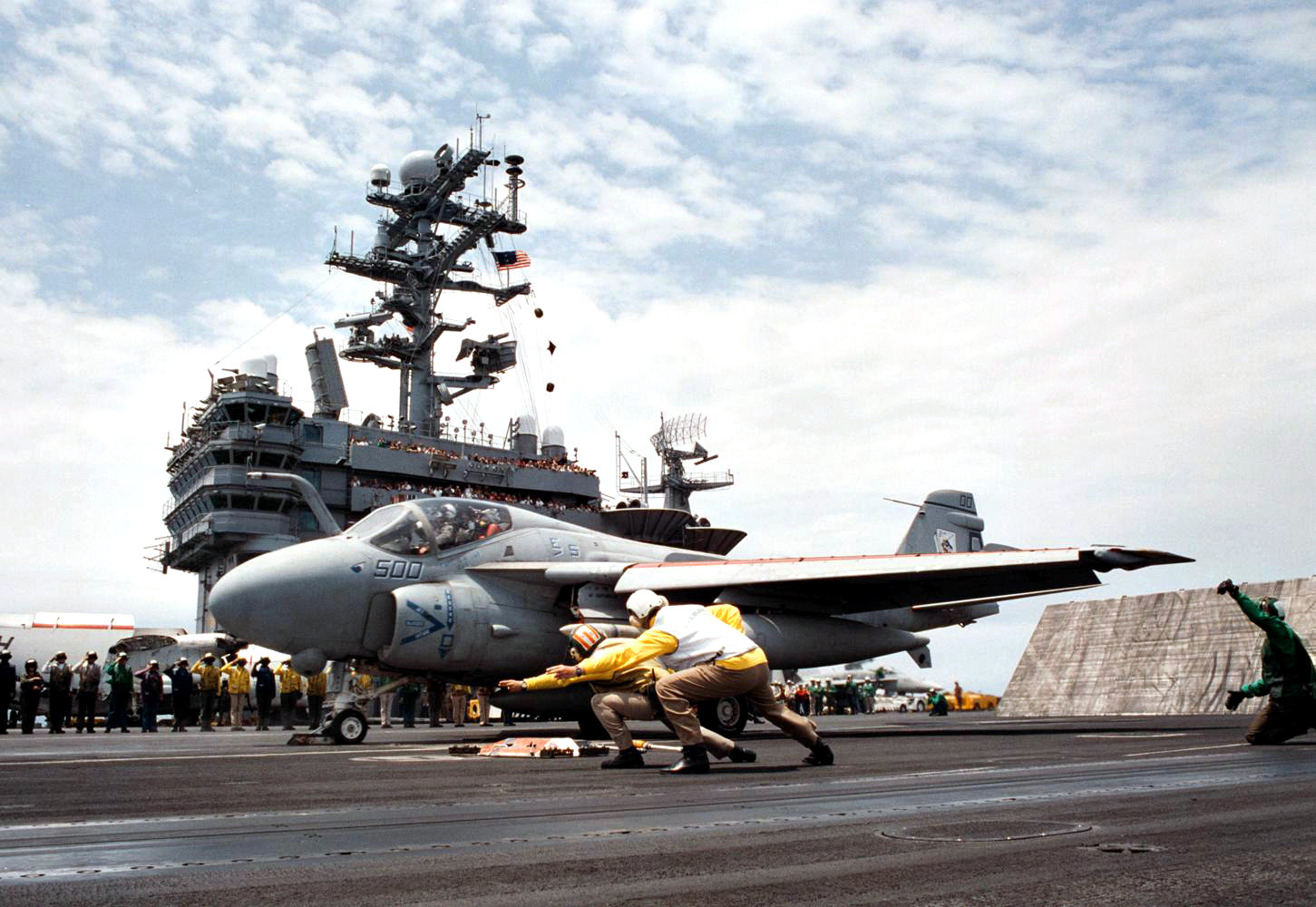
1996年時，隸屬於第34攻擊機中隊的A-6最後一次自華盛頓號航空母艦上起飛。

自1979年開始，所有的A-6E都裝配有AN/AAS-33偵測與測距儀，做為目標辨識與攻擊多重感測器（TRAM）的一部分。AN/AAS-33為一組裝設在機鼻下方的小型的感測器轉塔，裝設陀螺儀穩定，內裝IBMAN/ASQ-155計算機的前視紅外線感測瞄準具與雷射標定器。TRAM也可以與新的AN/APQ-156雷達共同操作。導航/轟炸員可以同時使用TRAM的影像與AN/APQ-156的雷達資料以取得極佳的攻擊準確度，或是單獨使用TRAM感測器所提供的資訊進行作戰。TRAM也使A-6得以自動鎖定並使用雷射導引炸彈。同時，A-6也具備攻擊地面移動目標的能力，以及攻擊視距外已知座標的目標能力。
1980年代，搭載TRAM系統的A-6E再度接受升級，擴張可配備武器之彈性。A-6E WCSI可以攜帶第一代的精準導引武器，如AGM-84魚叉反艦飛彈，或是AGM-123飛彈。日後A-6E WCSI也可有限度的使用AGM-84E陸攻飛彈，並在發射後由鄰近的A-6E SWIP進行導引。
A-6E SWIP是1990年代初期所發展的A-6E強化版。他除了再度增加A-6E的攜行能力，使A-6E得以攜帶包括AGM-65小牛飛彈，AGM-84E，AGM-62與AGM-88反輻射飛彈外，也增加攜帶AGM-84魚叉反艦飛彈時的能力。由於A-6E的機翼在長久的操作下產生裂痕，超過85%的機隊在此時也更換以石墨、環氧樹脂、鋁、鈦這四種材質打造的複合材料主翼。然而，由於新的機翼硬度較舊機翼強，反而將更多的應力傳遞回機身上，因此也使更換主翼後的A-6E機身結構老化加速。
美國於1990年決定停止生產A-6攻擊機。自1970到1980年代，A-6一直處於低速量產的模式下，以每年製造4-5架的速度補充因意外而損失的飛機。1993年，最後一批產製，配備複合材料主翼的20架A-6E SWIP運交美國海軍，並就此結束A-6長達30多年的生產。
A-6E一共產製了445架，其中約240架係由A-6A/B/C型升級而來。

### A-6F及A-6G

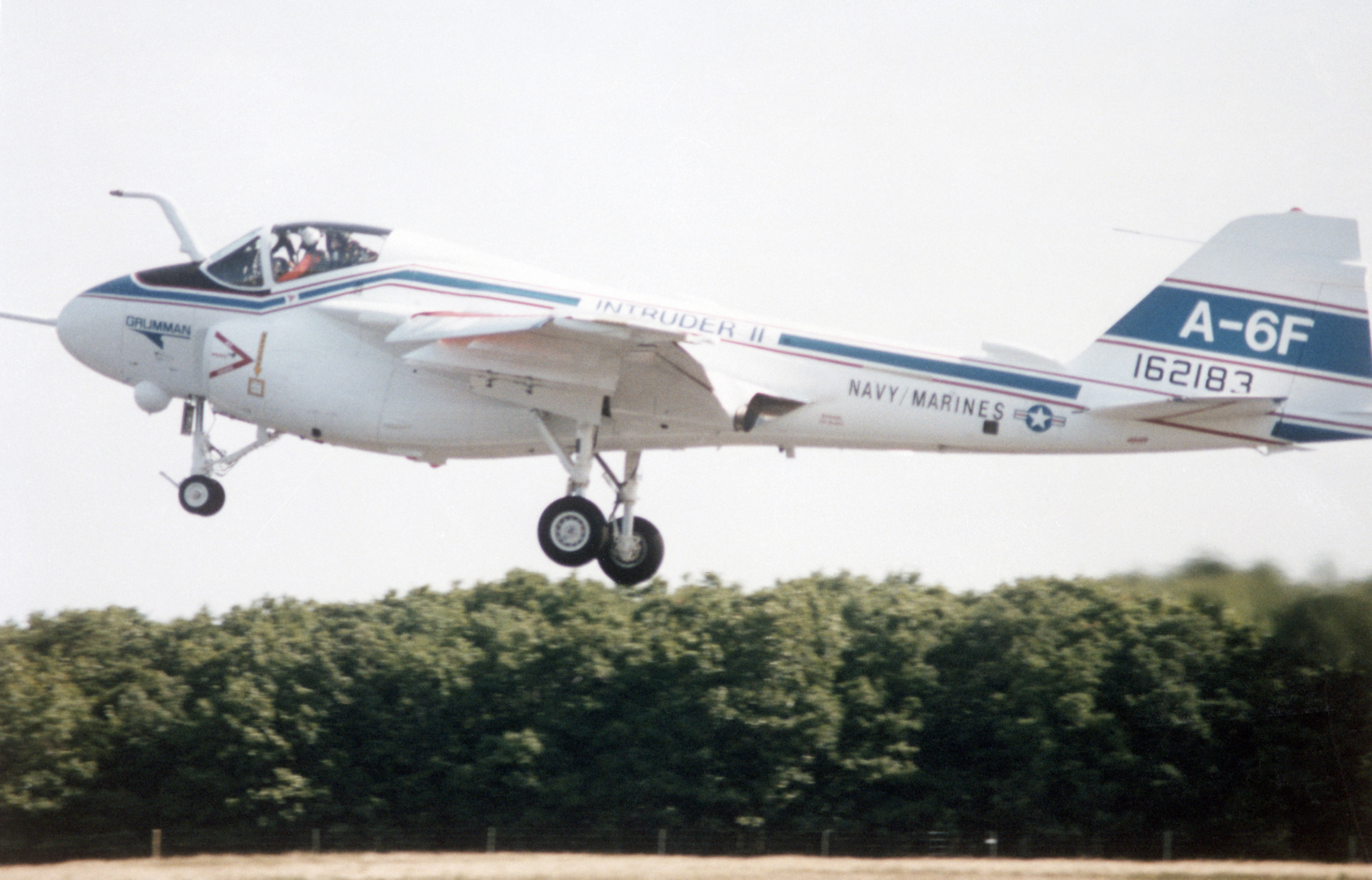
正在進行降落的A-6F原型機。

1980年代中期，格魯曼公司在A-6原有的基礎上發展了一型更先進的A-6F入侵者二式（Intruder II）攻擊機。A-6F以無後燃器版本的F404發動機取代老舊的J52渦噴發動機，以強化A-6在推力與耗油量上的表現。A-6F也有全新的航電系統，包括AN/APQ-173合成孔徑雷達與多功能顯示器等。由於採用新的雷達系統，A-6F也能導引AIM-120飛彈執行空對空任務。與此同時，A-6F也將加裝兩具新的派龍架，使可掛載的堅點多至七處。
一共只有5架A-6F原型機被製造出來。海軍在最後決定放棄A-6F的生產，將全數精力投注於A-12攻擊機之上。而此舉也導致在A-12計畫取消之後，海軍登時缺乏一款得以替代A-6攻擊機任務的機種。
格魯曼日後亦發展了一型A-6F的低價版本，A-6G。A-6G採用與A-6F相同的航電，但不更換發動機。此計畫與A-6F一般，最終面臨取消的命運。

### 電子作戰機型

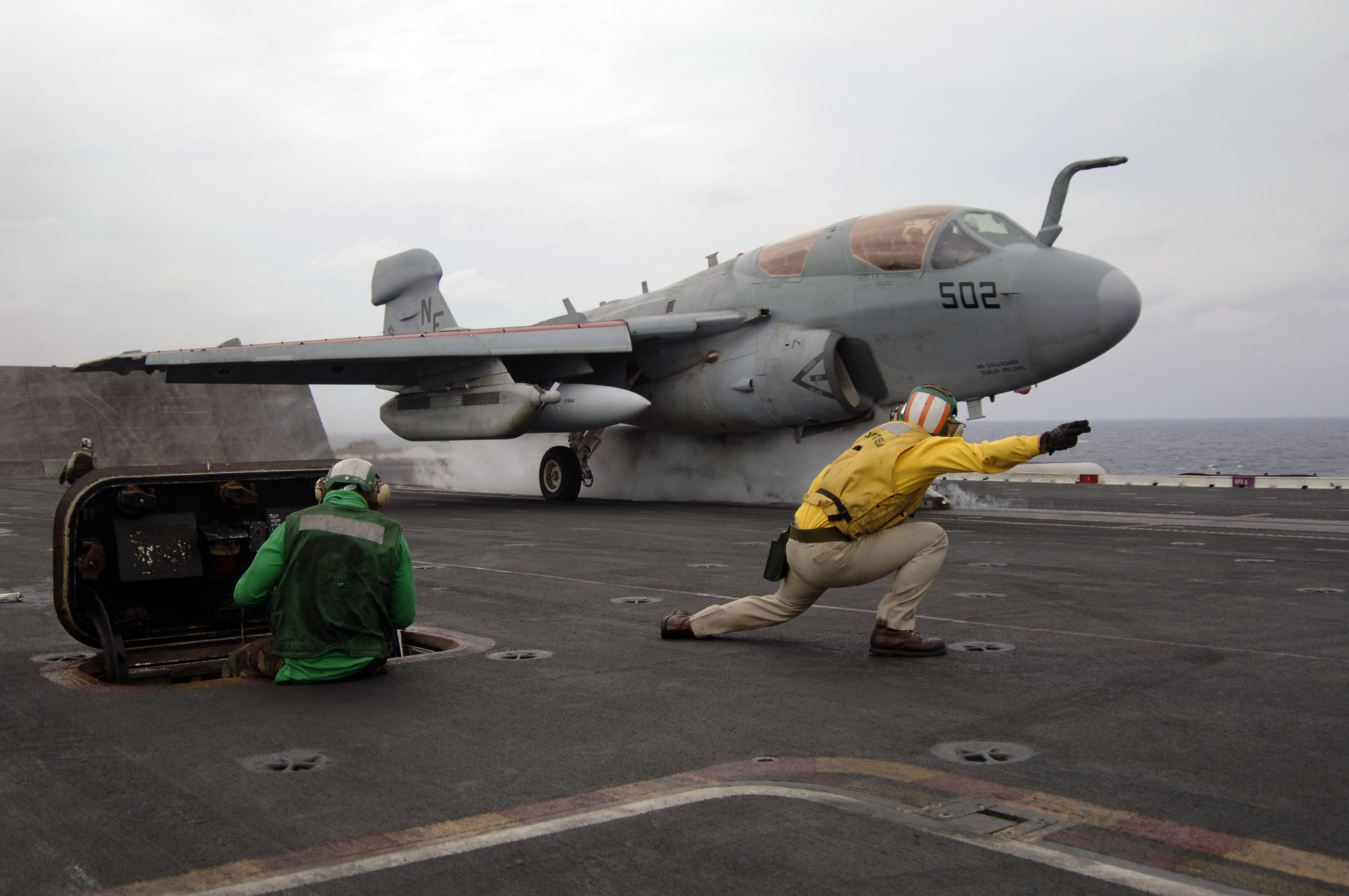
一架EA-6B正準備由小鷹號上起飛

#### EA-6A
在A-6攻擊機初綻光芒之時，一種專為美國海軍陸戰隊而設計的電子作戰（EW）與電子反制干擾（ECW）入侵者攻擊機就此而生。此型電子作戰機被用於取代逐漸老化的F3D-2Q電子干擾機。第一架電戰版的入侵者攻擊機（原編號A2F-1H，後改為EA-6A）試飛於1963年4月26日。此戰機將大多數的AN/ALQ-86電子作戰裝備安裝於垂直尾翼上方的電戰夾艙中。EA-6A也裝有AN/APQ-129火控雷達，並且能發射AGM-45反輻射飛彈。雖然如此，但實戰中EA-6A從未作為野鼬機使用。
格魯曼公司一共只有製造28架EA-6A，其中包括2架原型機，15架新機體與11架由A-6A改裝的機體。EA-6A皆服役於美國海軍陸戰隊，並參與越戰期間的電子作戰任務。越戰結束後，EA-6A在1970年代中期退出第一線任務，但仍擔任美國海軍與海陸部隊的訓練任務。最後一架EA-6A於1993年退役。

#### EA-6B
EA-6B與EA-6A相較則更專精於電子作戰功能。為了容納額外兩名電戰操作官，EA-6B特別延長機身結構以增加座艙與電子空間。EA-6B裝有自AN/APS-156發展而來的AN/APS-130雷達作為主要雷達，並採用AN/APS-133作為導航雷達。與EA-6A相較，EA-6B不但能進行電子壓制作戰，更能執行野鼬機之任務獵殺敵軍的雷達系統。EA-6B一共生產了170架，並服役於美國海軍等單位。在EF-111A退役之後，EA-6B也支援空軍之電子作戰任務。雖然EA-6B在2012年時仍持續擔任電子作戰的主力，但它的角色已逐漸轉移到新一代的EA-18G電子作戰機上。但時至今日，美國海軍陸戰隊仍未規劃引進EA-18G，因此仍將繼續操作此機種，並引進自海軍退役的EA-6B進行電子作戰之任務。

## 性能概況
- 機組員：2名（1名飛行員，1名導航/轟炸員)
- 全長：16.7公尺（M）
- 全高：4.9公尺
- 全寬：16.2公尺
- 全重：26.8吨（t）
- 引擎：普惠公司J52.P8B（最大推力：4.2吨×2部）
- 最大時速：0.9馬赫

## 相關資訊
- 飛機列表
- 《闖入者出擊》